# Scheinerdbeere
Die Indische Scheinerdbeere (Potentilla indica, Syn.: Duchesnea indica) ist eine aus Südostasien und Südasien stammende Pflanzenart, die in Mitteleuropa als Zierpflanze gezogen wird und stellenweise verwildert. Weitere deutschsprachige Trivialnamen sind Scheinerdbeer-Fingerkraut, Scheinerdbeere, Falsche Erdbeere oder Indische Erdbeere; alle deutschen Namen beziehen sich auf die Ähnlichkeit der Scheinfrucht mit einer Wald-Erdbeere.

## Beschreibung

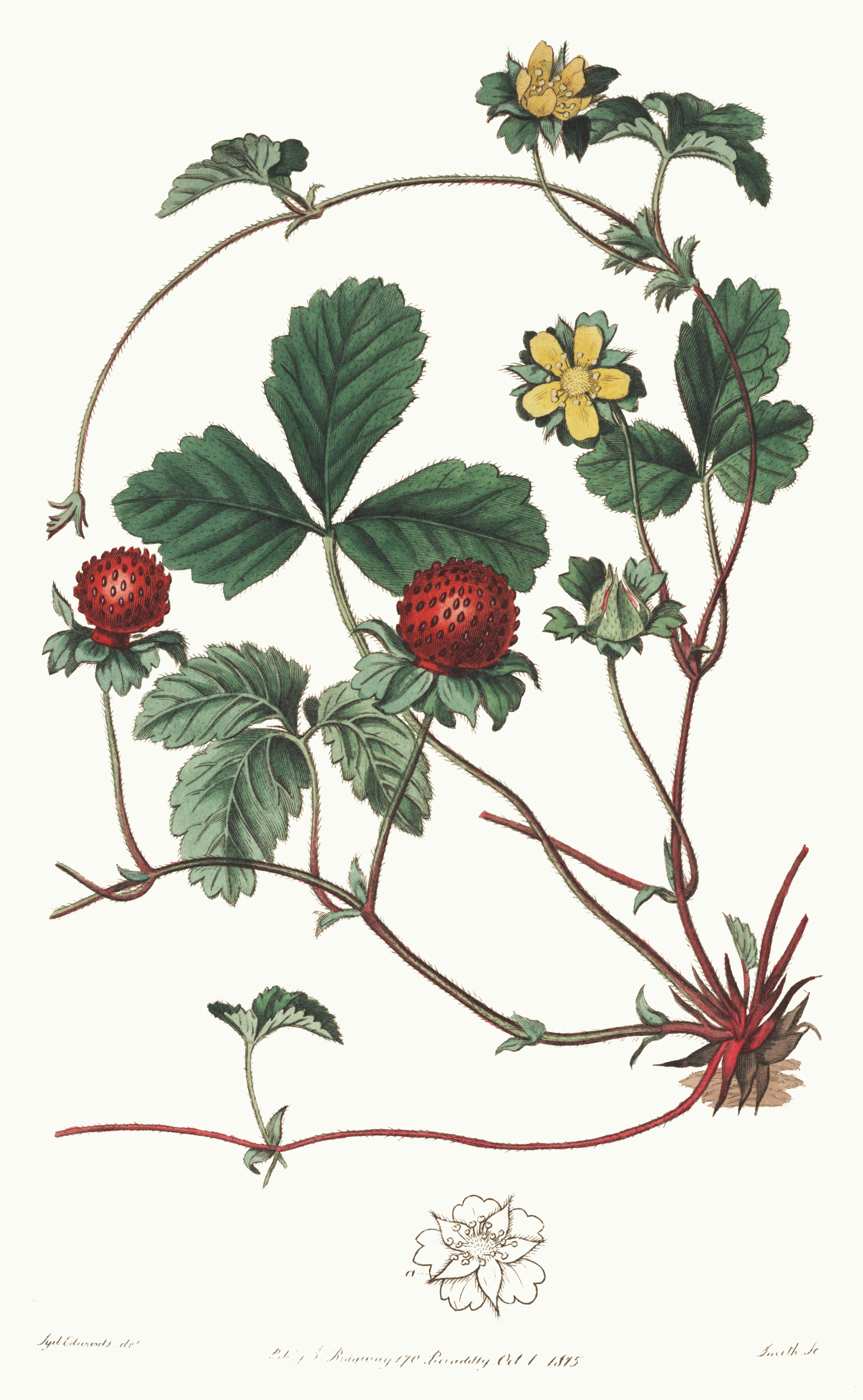
Illustration der Scheinerdbeere

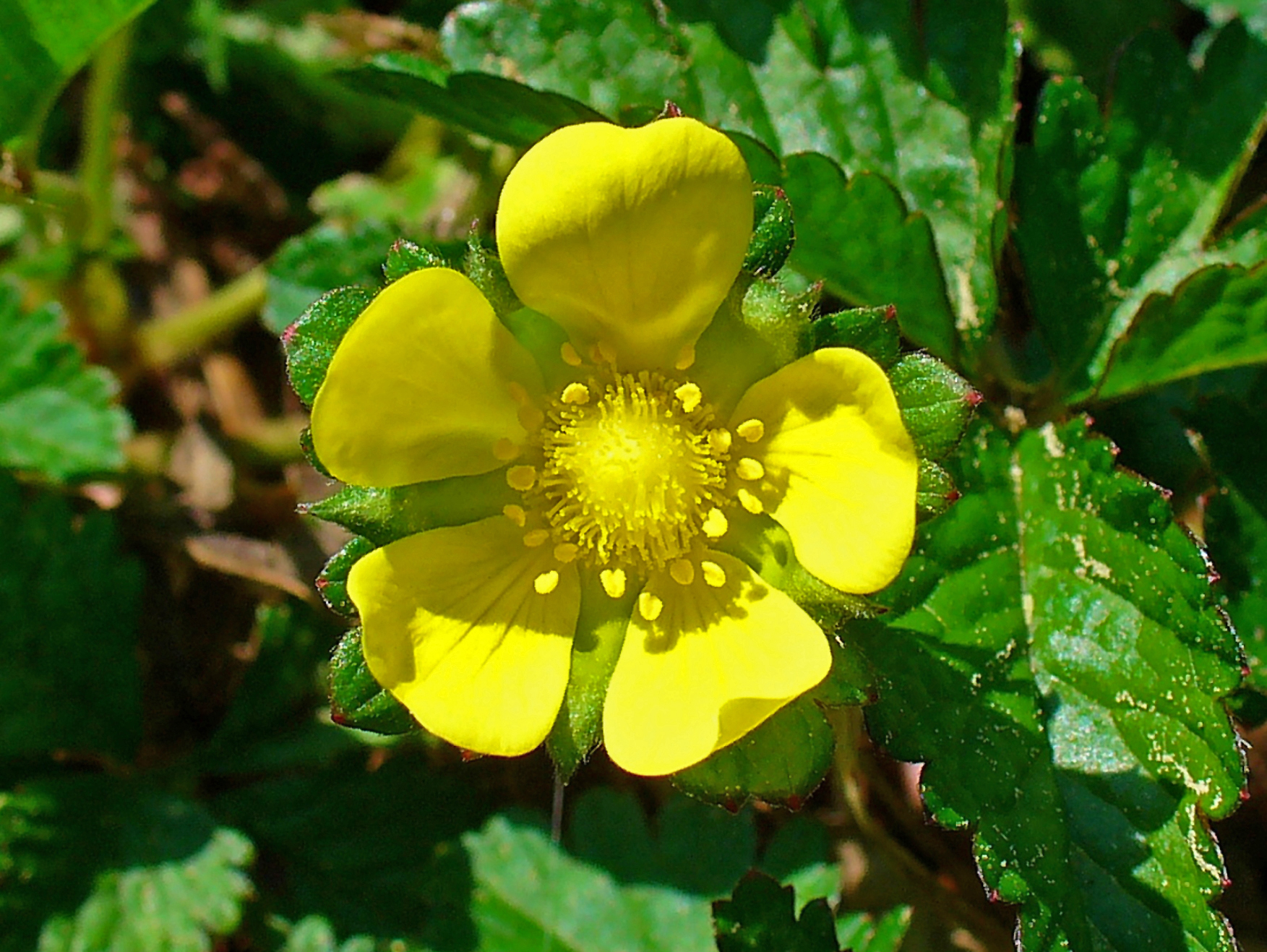
Blüte

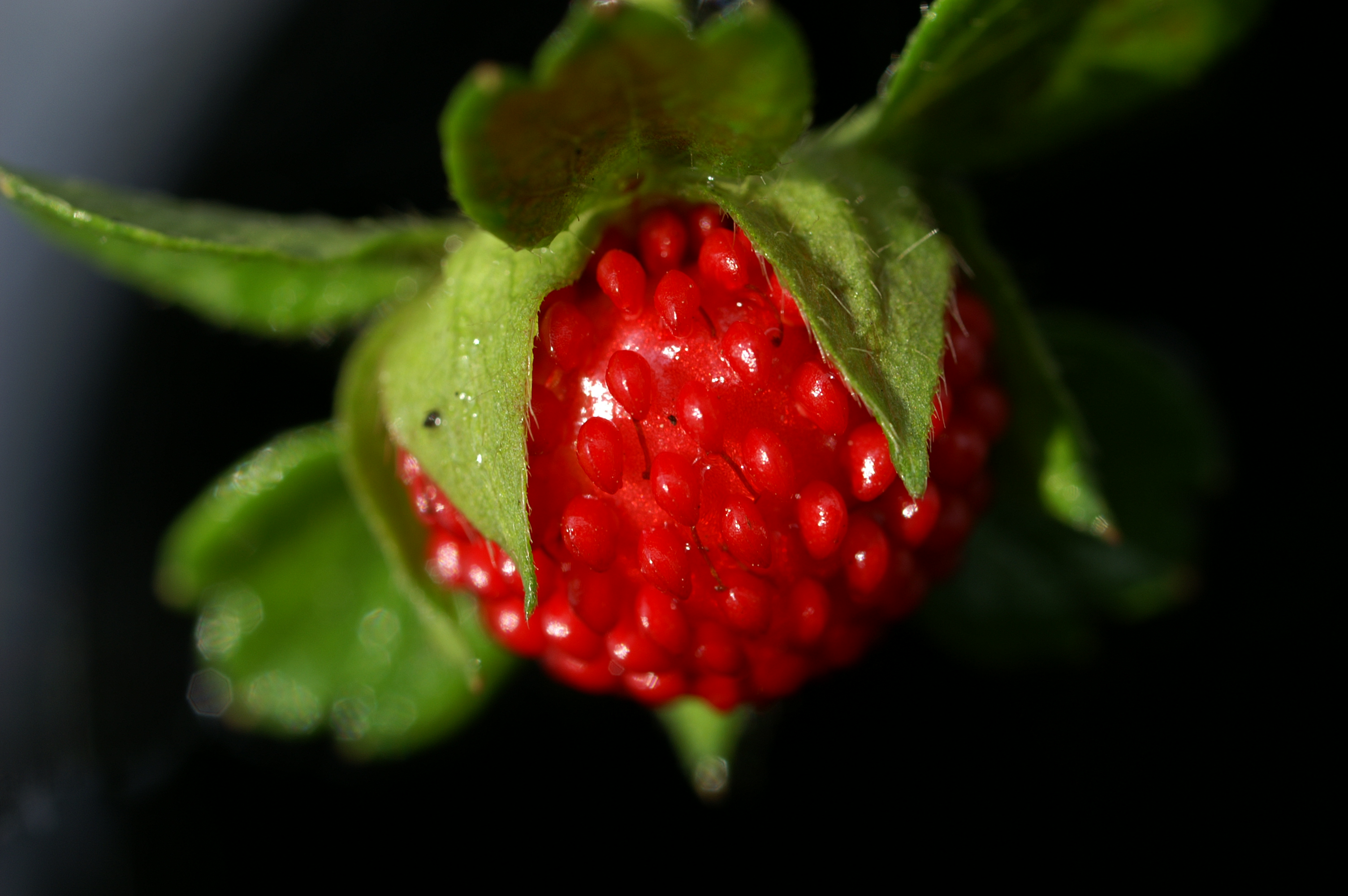
Sammelfrucht

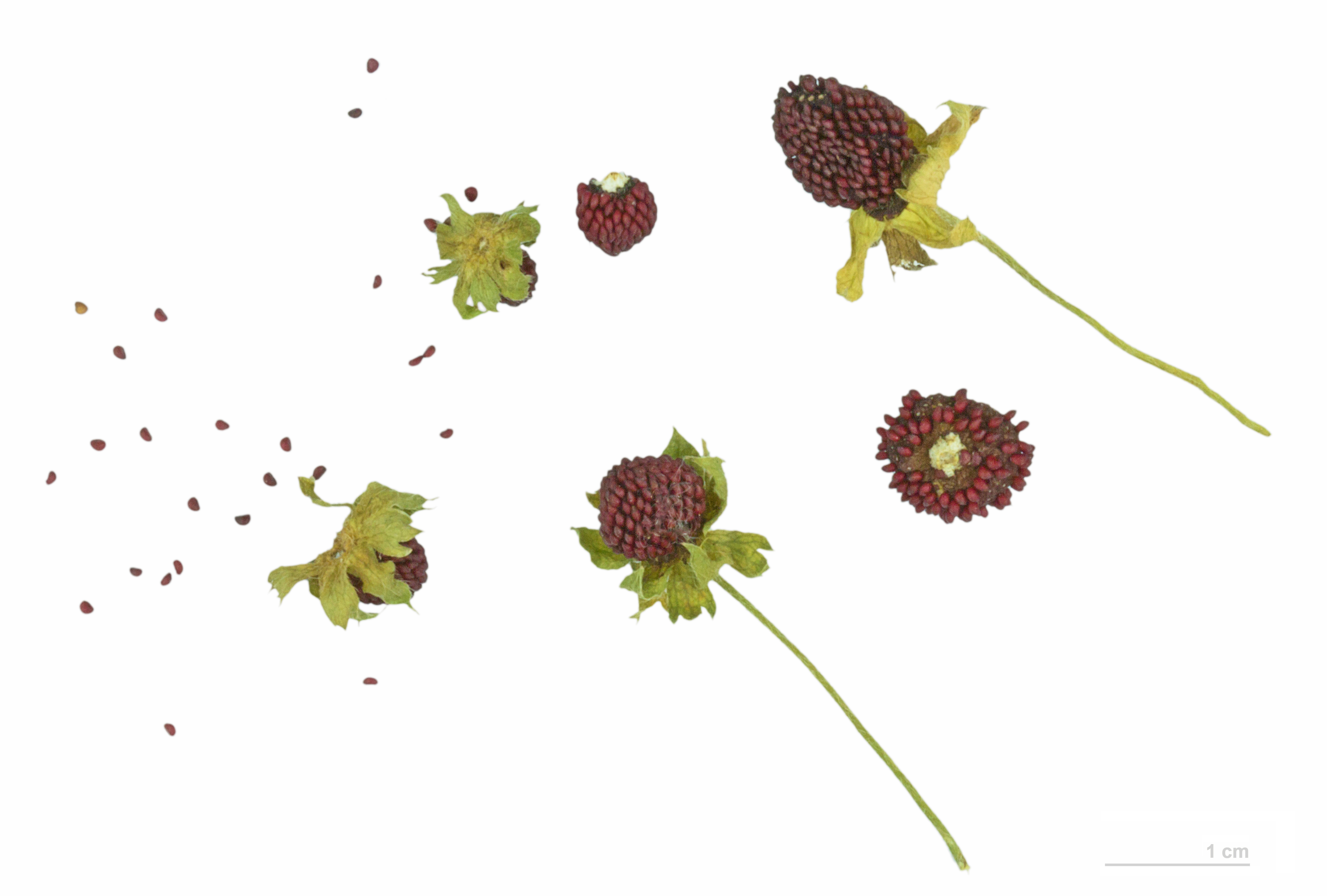
Sammelnussfrucht und Früchtchen

### Vegetative Merkmale
Die Scheinerdbeere ist eine ausdauernde, krautige Pflanze, die Wuchshöhen von 10 bis 30 Zentimetern erreicht. Sie bildet ausläuferartige, bis 60–80 Zentimeter lange, an den Knoten Wurzeln bildende, haarige Stängel. 
Die an der Bewurzelungsstelle rosettig, ansonsten wechselständig am Stängel verteilt angeordneten, dreizähligen Laubblätter sind in Blattstiel und Blattspreite gegliedert. Der haarige Blattstiel ist 4–7,5 Zentimeter lang. Die etwa 2,5–6,5 Zentimeter langen Fiederblättchen sind nur kurz, 1 bis 3 Millimeter lang gestielt, auf beiden Seiten sind sie mehr oder weniger behaart und am Rand grob gezähnt oder gesägt, der Blattgrund ist spitz bis stumpf. Die Blättchen sind eiförmig bis verkehrt-eiförmig und abgerundet bis spitz. Die Nebenblätter sind bei den Rosettenblättern rund 10 mm lang und bis zur Hälfte mit dem Blattstiel verwachsen, wobei der freie Teil schmal dreieckig ist. Bei den Kriechsprossen sind die Nebenblätter kerbzähnig.

### Generative Merkmale
Die Blüten stehen einzeln in Blattachseln an einem 2 bis 8 Zentimeter langen, haarigen Stiel, überragen die Blätter also nicht. Die zwittrigen Blüten sind bei einem Durchmesser von 15 bis 25 Millimetern radiärsymmetrisch und fünfzählig mit doppelter Blütenhülle. Die fünf, leicht haarigen, drei- bis fünfzähnigen Außenkelchblätter sind zur Anthese 3 bis 5 Millimeter und bis zur Fruchtreife bis 10 Millimeter lang. Die fünf, haarigen Kelchblätter sind schmal dreieckig, 4 bis 7 Millimeter lang und nach der Blüte ebenfalls länger. Die fünf, abgerundeten bis stumpfen, teils ausgerandeten und verkehrt-eiförmigen Kronblätter sind gelb und 5 bis 9 Millimeter lang. Es gibt 15 bis 25 Staubblätter und viele oberständige, kleine, einkammerige und kahle Stempel mit einem seitlichen Griffel. 
Die kugeligen Sammelfrüchte (Scheinfrucht) sind in unreifem Zustand von Kelch und Außenkelch umschlossen, die sich zur Fruchtreife ausbreiten und die Frucht freigeben. Die 1–2 Zentimeter große, nopplige Sammelfrucht ähnelt der Erdbeere und ist leuchtend rot und essbar – hat jedoch nur wenig Geschmack. Es werden viele kleine, eiförmige bis rundliche oder nieren- bis halbmondförmige Achänen (Nüsschen) ausgebildet. Die Achänen sind bräunlich und 1–1,5 Millimeter groß.

### Chromosomenzahl
Die Chromosomenzahl beträgt 2n = 84.

## Vorkommen
Die Scheinerdbeere ist in Süd- und Südostasien beheimatet und kommt im südlichen China, in Afghanistan, Indien, Pakistan, Tibet, Bhutan, Nepal, Indonesien, Thailand, auf den Philippinen, sowie in Laos Japan und Korea vor. In China wächst sie an Berghängen, in Wiesen, an Flussufern, Feldrändern und feuchten Standorten in Höhenlagen bis zu 3100 Metern.
In Mitteleuropa wurde sie seit der Mitte des 19. Jahrhunderts als Zierpflanze eingeführt und ist stellenweise verwildert. In Österreich ist sie seit 1918 verwildert, ist seit rund 1990 eingebürgert und gilt als potenziell invasiv. In Mitteleuropa wächst sie zerstreut in frischen Hecken, in Zierrasen, in städtischen Innenhöfen, Gärten und an Waldrändern. Sie kommt hier in Gesellschaften des Verbands Alliarion vor. Es wird zunehmend beobachtet, dass die Scheinerdbeere die heimische Wald-Erdbeere verdrängt.
In Nordamerika ist die Scheinerdbeere in den meisten Bundesstaaten ebenfalls verwildert.
Die ökologischen Zeigerwerte nach Landolt & al. 2010 sind in der Schweiz: Feuchtezahl F = 3 (mäßig feucht), Lichtzahl L = 3 (halbschattig), Reaktionszahl R = 3 (schwach sauer bis neutral), Temperaturzahl T = 4+ (warm-kollin), Nährstoffzahl N = 4 (nährstoffreich), Kontinentalitätszahl K = 2 (subozeanisch).

## Taxonomie
Die Erstveröffentlichung erfolgte 1807 unter dem Namen (Basionym) Fragaria indica durch Henry Charles Andrews. Die Neukombination zu Potentilla indica (Andrews) Th.Wolf wurde 1904 durch Franz Theodor Wolf veröffentlicht. Ein weiteres Synonym für Potentilla indica (Andrews) Th.Wolf ist z. B. Duchesnea indica (Andrews) Teschem. und Duchesnea indica (Andrews) Focke (Isonym), benannt zu Ehren des Antoine Nicolas Duchesne. 
Sie wurde lange als Duchesnea indica geführt, die Gattung Duchesnea wurde allerdings in die Gattung Potentilla integriert.